# 松尾敬介
松尾 敬介（まつお けいすけ、1996年7月28日 - ）は、日本の男子バレーボール選手である。

## 来歴
佐賀県小城市出身。小学校2年生でバレーボールを始める。
佐賀学園高等学校3年生の時にはチームのキャプテンを務め、インターハイ・第67回春高バレーへの出場を経験した。
スポーツ推薦で東亜大学に進学するが、「春高出場で燃え尽きて」バレーボールに身が入らず、負傷をきっかけに大学を中退。佐賀県に帰郷した。
約1年のブランクを経て2016年にV・チャレンジリーグIのつくばユナイテッドSun GAIAに入団。2シーズン在籍し、2018年にV.LEAGUE DIVISION1の大分三好ヴァイセアドラーに移籍した。
2021年、海外移籍を希望し大分三好を退団。フランスのチームからオファーがあったが、新型コロナの影響で白紙となったため、野瀬将平から紹介を受け、野瀬が前年所属したイスラエルのハポエル・クファル・サバに入団した。
2022年、フィンランドのサヴォ・バレー (fi) に入団。こちらも野瀬が前年所属していた。
2023年はアゼルバイジャンのKhari Bulbul Şuşa VCでプレー。
2024年はドバイでのプレーを経て、6月にドイツ・ブンデスリーガ1部のWWKバレーズ・ヘルシング (de) 入団が発表された。

## 受賞歴
- 2014年 - インターハイ 優秀選手[6]

## 所属チーム
- 佐賀学園高等学校
- 東亜大学（中退）
- つくばユナイテッドSun GAIA（2016-2018年）
- 大分三好ヴァイセアドラー（2018-2021年）
- ハポエル・クファル・サバ（2021-2022年）
- サヴォ・バレー (fi) （2022-2023年）
- Khari Bulbul Şuşa VC（2023-2024年）
- Zabeel（2024年）
- WWKバレーズ・ヘルシング (de) （2024年-）